# نيكي ووكر
نيكي ووكر (بالإنجليزية: Nikki Walker)‏ هو لاعب اتحاد الرغبي بريطاني، ولد في 5 مارس 1982 في أبردين في المملكة المتحدة.

## وصلات خارجية
- نيكي ووكر على موقع دوري الرغبي الممتاز (الإنجليزية)
- نيكي ووكر عل موقع إسبنسكروم (الإنجليزية)
- نيكي ووكر على موقع ItsRugby.co.uk (الإنجليزية)